# Ащысай (Туркестанская область)
Ащысай (каз. Ащысай, до 2021 г. — Коммунизм) — село в Келесском районе Туркестанской области Казахстана. Входит в состав Бирликского сельского округа. Код КАТО — 515445300.

## Население
В 1999 году население села составляло 265 человек (126 мужчин и 139 женщин). По данным переписи 2009 года, в селе проживало 311 человек (168 мужчин и 143 женщины).